# Wumpscut:
:wumpscut: è stato un progetto industrial EBM tedesco fondato nel maggio del 1991 dal dj bavarese Rudy Ratzinger (nato il 3 giugno 1966).

## Biografia e membri
Ratzinger è sempre stato la principale forza creativa dietro al nome: WUMPSCUT:, occasionalmente ha usufruito dell'aiuto di altri artisti come ospiti. Ratzinger cita l'influenza di band come Leæther Strip considerandoli come ragione per fare il passaggio da Dj a musicista.
L'uscita della canzone "Soylent Green", che è ispirata dal film del 1973 omonimo e che contiene anche campioni dalla versione dub uscita in Germania, fu quella che attirò l'attenzione del pubblico su:WUMPSCUT:. Dalla sua uscita nel 1993, essa è divenuta una canzone frequentemente suonata nei club e alle feste goth, cybergoth ed industrial subculture sia in Europa che negli Stati Uniti.
Ratzinger ha pubblicato numerose registrazioni e remix per altri artisti. :WUMPSCUT: è anche famoso per gli elaborati box set usciti e per le limited versions di CD o LP che escono in box con materiale addizionale e spesso con altri gadget limited bonus material (bonus tracks, "liquid soylent" energy drinks, posters, spillette, figurine, borse, bandiere, ecc.). Gli album di:WUMPSCUT: sono regolarmente ripubblicati con artworks variati e occasionalmente con dei pezzi bonus. Altro materiale relativo alla band è anche in commercio come cappelli, felpe ecc.
Rudy Ratzinger ha alla data odierna pubblicato 10 studio albums più un numero di compilations che comprendono pezzi e remixes di singoli cancellati o vecchi EP. Il decimo album di:Wumpscut: uscì nell'aprile del 2008. Si intitola Schädling e fu completato nel novembre del 2007.

## Etichetta
Ratzinger ha anche una propria etichetta discografica, Beton Kopf Media, fondata nel 1995, che pubblica solo materiale di:WUMPSCUT:. Nel 1996 ha fondato l'etichetta Mental Ulcer Forges che fu chiusa dopo poco, tuttavia questa etichetta rilanciata nel 2006. L'etichetta ha pubblicato album di band tra cui: Remyl, Noisex, B-Ton-K, Yendri e F/A/V. Rudy fa anche da manager per l'etichetta Fleisskoma assieme a Karl Kimmerl (B-Ton-K), che ha pubblicato lavori della band di musica elettronica Press to Transmit.

## Logo
Il logo di:WUMPSCUT: ha una somiglianza particolare al logo della compagnia Weyland-Yutani corporation del film Alien; Ratzinger ha incorporato dei pezzi sonori tratti dal terzo episodio del serial Alien nel suo album Boeses Junges Fleisch, e del quarto episodio di Alien nel suo album Wreath of Barbs.

## Concerti
Nonostante la popolarità del progetto nel campo della musica elettro-industrial, :WUMPSCUT: è principalmente un progetto che si svolge esclusivamente in studio e non ha mai suonato dal vivo. Quando si chiede a Rudy il perché egli risponde che "Non posso mai raggiungere dal vivo il livello di perfezione del suono dello studio.'.

## Discografia
- Defcon – (CS Album) 1991 - Æ
- Small Chambermusicians – (CS Album, Ltd. Edition) 1991 - Æ
- Music for a Slaughtering Tribe – (CD Album) 1993 - VUZ Records • (CD Album) 1995 - Subtronic Records • (CD Album) 1997 - Metropolis • (CD Album, Ltd. Edition) 1998 - VUZ Records • (2xCD, Remastered) 2000 - Metropolis • (CD Album, Remastered) 2005 - Metropolis, Beton Kopf Media
- Dried Blood – (CD, EP) 1994 - Ant-Zen • (CD, EP Remastered) 1997 - Nova Tekk, Ant Zen
- Gomorra – (CD, EP) 1994 - Beton Kopf Media • (CD, EP) 1995 - Beton Kopf Media
- Smell the Disgusting Sweet Taste of Dried Blood – (7", Ltd. Edition) 1994 - Ant Zen
- Bunkertor 7 – (CD Album) 1995 - Beton Kopf Media • (CD + LP, Box, Ltd. Edition) 1995 - Ant Zen • (CD Album, Remastered) 1997 - Beton Kopf Media
- Fear In Motion – (CS, Ltd. Edition) 1995 - OBUH Records
- Preferential Legacy – (LP) 1995 - Beton Kopf Media
- The Mesner Tracks – (CD) 1995 - Beton Kopf Media • (CD, Remastered) 1997 - Metropolis • (CD, Remastered) 1998 - Nova Tekk • (CD Remastered) 2003 - Beton Kopf Media
- The Oma Thule Single – (7", Ltd. Edition) 1995) - OBUH Records
- Born Again – (CD, Compilation) 1997 - Beton Kopf Media, Nova Tekk • (CD) 1998 - Metropolis
- Bunker Gate Seven – (CD, Remastered) 1997 - Metropolis
- Deejaydead – (CD, Promo) 1997 - Beton Kopf Media
- Dried Blood of Gomorrha - (CD) 1997 - Metropolis • (CD) 1998 - Nova Tekk • (CD) 2000 - Beton Kopf Media • (CD) 2003 - Beton Kopf Media • (CD) 2005 - Beton Kopf Media • (CD Remastered) 2007 - Beton Kopf Media
- Embryodead – (CD Album) 1997 - Metropolis, Beton Kopf Media • (CD Album) 1999 - Nova Tekk, Beton Kopf Media
- Embryodeadbox – (2xCD, Ltd Edition Box) 1997 - Beton Kopf Media
- Music for a German Tribe – (CD Album, Ltd. Edition) 1997 - Beton Kopf Media
- Music for a Slaughtering Tribe II – (2xCD) 1997 - Beton Kopf Media
- Boeses Junges Fleisch – (CD Album) 1999 - Beton Kopf Media • (CD Album) 2002 - Beton Kopf Media • (CD Album) 2004 -Beton Kopf Media
- Boeses Junges Fleisch/Totmacher – (2x12") 1999 - Beton Kopf Media
- Deadmaker – (2xCD) 1999 - Metropolis
- Eevil Young Flesh – (CD Album) 1999 - Metropolis, XIII BIX Records
- Fleshbox – (CD, Ltd. Edition Box) 1999 - Beton Kopf Media
- I Want You – (CD Maxi) 1999 - Metropolis
- Ich Will Dich – (CD Maxi) 1999 - Beton Kopf Media
- Totmacher – (2xCD) 1999 - Beton Kopf Media • (CD Maxi) 2000 - Beton Kopf Media
- Bloodchild – (CD Album + Enhanced CD) 2000 - Metropolis
- Blutkind – (CD Album + Enhanced CD) 2000 - Beton Kopf Media • (CD Album, Remastered) 2003 - Beton Kopf Media
- Bunkertor 7 (Edition 2000) – (CD Album, Remastered, Reissue) 2000 - Beton Kopf Media
- Excerpts from Bloodchild – (CD) 2000 - Metropolis
- Music for a Slaughtering Tribe (Edition 2000) – (2xCD) 2000 - Beton Kopf Media
- The Mesner Tracks (2000 Edition) - (CD, Remastered) 2000 - Beton Kopf Media
- Deliverance – (CD Maxi) 2001 - Beton Kopf Media
- DJ Dwarf One – (CD Maxi, Ltd. Edition) 2001 - Beton Kopf Media
- Wreath of Barbs – (CD Album) 2001 - Metropolis, Beton Kopf Media • (LP Album) 2002 - Beton Kopf Media
- Blutkind (Seamles Audio Edition) – (CD Album) 2002 - Beton Kopf Media
- Bunkertor 7 (Back-Is-Front Edition) – (CD Album, Remastered) 2002 - Beton Kopf Media
- DJ Dwarf Two – (CD Maxi, Ltd. Edition) 2002 - Beton Kopf Media
- Embryodead (Seamless Audio Edition) – (CD Album) 2002 - Beton Kopf Media
- Liquid Soylent – (2xCD) 2002 - Beton Kopf Media
- Music for a Slaughtering Tribe II (Seamless Audio Edition) – (2xCD, Remastered) 2002 - Beton Kopf Media
- Wreath of Barbs (Classic Remixes) – (CD Maxi) 2002 - Beton Kopf Media
- Wreath of Barbs (Freestyle Remixes) – (CD Maxi) 2002 - Beton Kopf Media
- Wreath of Barbs Bag – (LP + CD Maxi + Tote Bag) 2002 - Beton Kopf Media
- DJ Dwarf Three – (CD Maxi, Ltd. Edition) 2003 - Beton Kopf Media
- Preferential Tribe – (2xCD) 2003 - Metropolis, Beton Kopf Media
- Bone Peeler – (2xCD Album, Ltd. Edition) 2004 - Beton Kopf Media • (2xLP Album, Ltd. Edition) 2004 - Beton Kopf Media
- Bone Peeler (Limited 2nd Edition) – (2xCD Ltd. Edition) 2004 - Beton Kopf Media
- Bone Peeler (US Hardbox Edition) – (CD Album) 2004 - Metropolis
- Bone Peeler Box – (2xCD + 12", Ltd. Edition Box) 2004 - Beton Kopf Media
- DJ Dwarf Four – (CD Maxi, Ltd. Edition) 2004 - Beton Kopf Media
- Embryodead (Back-Is-Front Edition) – (CD Album) 2004 - Beton Kopf Media
- Our Fatal Longing/Rise Again – (12") 2004 - Beton Kopf Media
- Blondi – (CD Maxi) 2005 - Metropolis
- Blutkind:Clicked: (New Revised Edition) – (CD) 2005 - Beton Kopf Media
- DJ Dwarf Five – (CD Maxi, Ltd. Edition) 2005 - Beton Kopf Media
- Embryodead (Remastered + Bonus) – (CD Album) 2005 - Beton Kopf Media
- Evoke – (CD Album) 2005 - Metropolis, Beton Kopf Media • (2xCD Album, Ltd Edition) 2005 - Art Music Group
- Evoke (Limited 1st Edition) – (2xCD Album, Ltd. Edition) 2005 - Beton Kopf Media
- Evokebox – (2xLP Album, 12", CD Mini, Ltd Edition Box) 2005 - Beton Kopf Media
- Preferential Tribe (Back-Is-Front Edition) – (2xCD) 2005 - Beton Kopf Media
- Wreath of Barbs (Selected Remix Works) – (CD Maxi) 2005 - Beton Kopf Media
- Boeses Junges Fleisch (7 Years Anniversary Edition) – (CD Album) 2006 - Beton Kopf Media
- Bunkertor 7 (11 Years Anniversary Edition) – (CD) 2006 - Beton Kopf Media
- Cannibal Anthem – (CD Album) 2006 - Metropolis, Beton Kopf Media, Art Music Group • (2xCD, Book) 2006 - Beton Kopf Media
- Cannibal Anthem Box – (2xCD Album, Ltd. Edition Box) 2006 - Beton Kopf Media
- DJ Dwarf Six – (CD Maxi, Ltd. Edition) - Beton Kopf Media
- Jesus Antichristus – (CD Maxi) 2006 - Metropolis
- Jesus Antichristus/Die Liebe – (CD Maxi) 2006 - Beton Kopf Media
- Killer Archives – (CD) 2006 - Beton Kopf Media
- Body Census – (CD Album) 2007 - Metropolis, Beton Kopf Media
- Body Census (Back-Is-Front Edition) – (CD Album) 2007 - Beton Kopf Media
- Body Census Box – (2xCD Album, Ltd. Edition Box) - Beton Kopf Media
- Bone Peeler (3rd Anniversary Edition) – (CD) 2007 - Beton Kopf Media
- Completer 1 – (3xCD, Ltd. Edition) 2007 - Beton Kopf Media
- DJ Dwarf Seven – (CD Maxi) 2007 - Beton Kopf Media
- Goth Census – (CD EP) 2007 - Metropolis
- The Bunker Tribe Works – (2xCD Album, Ltd Edition) 2007 - Beton Kopf Media
- The White Works – (2xCD) 2007 - Beton Kopf Media
- DJ Dwarf Eight – (CD EP) 2008 - Beton Kopf Media
- Dwarf Craving – (4xCD Album, Ltd. Edition) 2008 - Beton Kopf Media
- Schädling – (CD Album) 2008 - Beton Kopf Media
- Schädlingbox – (2xCD Album, Ltd. Edition) 2008 - Beton Kopf Media
- Vinylschädling – (12" Album, Ltd Edition) 2008 - Beton Kopf Media

## Collegamento con la strage di Kauajoki
Il 23 settembre 2008, Matti Juhani Saari, uno studente maschio di 22 anni, sparò e uccise undici persone incluso lui stesso in un college di Kauhajoki (Finlandia). Cinque giorni prima che questo succedesse, Saari aveva spedito un video a YouTube nel quale si rappresentava mentre usava la stessa pistola che usò per sparare nella strage, ed usò lo pseudonimo "Wumpscut86".